# リンベ (マラウイの地区)
リンベ（Limbe）はマラウイ南部州のブランタイヤ市の地区である。マラウイ鉄道の事業本部と工場が置かれていることで知られる。

## 概要
リンベは、ブランタイヤから東へ11キロメートルの場所にあり、1909年に設立された。1956年にブランタイヤと合併し、リンベ地区となった。このブランタイヤ市とリンベ地区の人口を合計した人数は、首都であるリロングウェよりも多い。1970年4月にはマラウイ商業銀行（Commercial Bank of Malawi）の支社が開設されているほか、製薬企業であるMalawi Pharmacies Limitedの本拠地であり、またアフリカで最大手の砂糖会社であるイロヴォ・シュガー（en:Illovo Sugar）のマラウイ支社が置かれている。 